# Samuel Querido de Deus
Samuel Francisco Barreto de Souza, também conhecido como Samuel Querido de Deus, foi um pescador, saveirista e capoeirista baiano, reconhecido como um dos melhores e mais respeitados capoeiristas de sua época (meados da década de 1930 e 1940).

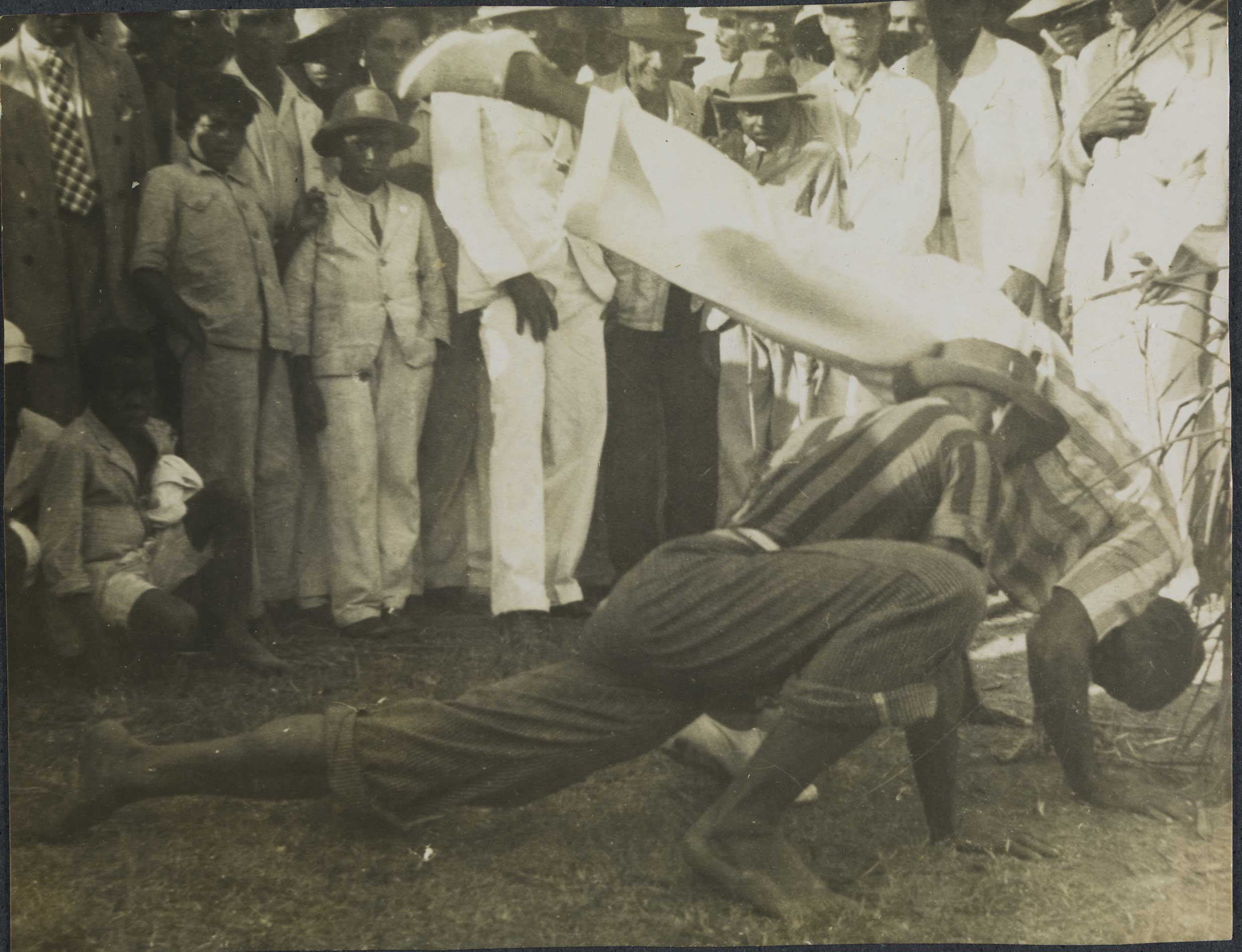
Samuel Querido de Deus dando uma cabeçada no estivador Maré para contra-atacar seu AÚ

Não é conhecida exatamente a data e local de nascimento de Samuel Querido de Deus, porém, sabe-se que ele participou de forma relevante no 2º Congresso Afro-brasileiro em Salvador no ano de 1937.
A sua prática da capoeira aparece de certa forma distinta à praticada por Mestre Bimba, uma vez que, segundo estudos, este último ensinava sua capoeira a "trabalhadores" e estudantes enquanto Samuel Querido estava mais associado a trapicheiros, pescadores, estivadores e carroceiros.

## Citações na literatura

### Jorge Amado
Samuel Querido é citado na obra Bahia de Todos os Santos, guia de ruas e mistérios da cidade de Salvador do famoso escritor baiano Jorge Amado, de modo a ter sua fisionomia descrita: 
Sua cor é indefinida. Mulato, com certeza. Mas mulato claro ou mulato escuro, bronzeado pelo sangue indígena ou com traços de italiano no rosto anguloso? Quem sabe? Os ventos do mar nas pescarias deram ao rosto de Querido de Deus essa cor que não é igual a nenhuma cor conhecida, nova para todos os pintores.— Jorge Amado
O escritor também narra conta um caso em que dois cinegrafistas queriam filmar uma luta de capoeira e Samuel Querido de Deus foi um dos jogadores. Ao final, Querido de Deus cobrou um valor excessivo pela gravação, o mesmo montante que americanos pagaram para vê-lo lutar anteriormente. Dessa forma, explicaram a ele que os cinegrafistas eram brasileiros com poucas condições financeiras. Samuel então disse que não precisava e convidou todos para comer sarapatel no botequim em frente.
Além disso, Querido de Deus também é um personagem da obra Capitães da Areia, no qual é um capoeirista e amigo da turma de Pedro-Bala, ensinando aos personagens Pedro Bala, João Grande e Gato as mandingas e golpes da capoeira:
Durante a tarde, num terreninho que havia no findo da Porta do Mar, fizeram treinos do jogo capoeira. O Gato prometia ser, com algum tempo, um lutador capaz de se pegar com o próprio Querido-de-Deus. Pedro Bala também tinha muito jeito. Dos três o menos ágil era o negro João Grande muito bom numa luta onde pudesse empregar sua enorme força física. Assim mesmo aprendia o bastante para se livrar de um mais forte que ele. Quando se cansaram passaram para a sala.— Jorge Amado

### Edison Carneiro
O etnólogo Edison Carneiro, em sua obra Religiões Negras e Negros Bantos (1937), cita que Samuel Querido de Deus ajuda a construir o conceito de capoeira angola na Bahia, na mesma época em que Mestre Bimba já gozava de certo prestígio na década de 1930. Nesta mesma obra, é dito que o capoeirista era o maior de todos que praticavam a capoeira na época na Bahia.

### Muniz Sodré
Na obra do sociólogo Muniz Sodré, Santugri: Histórias de Mandinga e Capoeiragem, também é descrita um pouco da história de Querido de Deus.